# Veleševec
Veleševec – wieś w Chorwacji, w żupanii zagrzebskiej, w gminie Orle. W 2011 roku liczyła 430 mieszkańców.